# Tagdal
Le tagdal est une langue songhaï septentrionale parlée au Niger par les Igdalen.

## Écriture
Deux orthographes, utilisant l’écriture latine et l’écriture arabe, ont été développée par Carlos Miguel Benítez-Torres enre 1999 et 2013.